# Wilhelm Beisner
Wilhelm Beisner (* 18. August 1911 in Krückeberg; † nach 1980) war ein deutscher SD- und SS-Führer sowie Waffenhändler und BND-Agent.

## Karrierebeginn
Beisner absolvierte nach dem Abschluss seiner Schullaufbahn ein Volkswirtschaftsstudium an den Universitäten Königsberg und Frankfurt am Main. Bereits im August 1930 trat er der SA und zum 1. Dezember 1930 der NSDAP bei (Mitgliedsnummer 374.194). Im November 1932 trat er von der SA zur SS (SS-Nummer 65.698) über. Nach Studienabschluss promovierte er 1936 zum Dr. rer. pol. Anschließend war er bis zum Beginn des Zweiten Weltkrieges als Referent in der Abteilung für den Südosten im Außenpolitischen Amt der NSDAP. In der SS stieg er im September 1939 bis zum SS-Sturmbannführer auf.

## Zweiter Weltkrieg
Bei Kriegsbeginn absolvierte er einen kurzen militärischen Lehrgang und war ab Oktober 1939 nach dem Überfall auf Polen als Angehöriger der Waffen-SS in den deutsch besetzten Gebieten beim Volksdeutschen Selbstschutz eingesetzt. Ab August 1940 war er im Amt VI (SD-Ausland) des Reichssicherheitshauptamtes (RSHA) hauptamtlich tätig und wurde vor dem Balkanfeldzug beauftragt, nachrichtendienstliche Strukturen auf dem Balkan aufzubauen. Im Zuge der Besetzung Jugoslawiens führte er im Gefolge der 2. Armee als Kommandeur das Einsatzkommando Agram der Einsatzgruppe Jugoslawien. Beisner wurde Verbindungsführer Agram zum Militärbefehlshaber Serbien.
Spätestens Ende 1941 kehrte Beisner zum Dienst in das RSHA zurück und übernahm dort das Arabienreferat VI C 13. Im Juli 1942 wurde Beisner als Nahostexperte dem Einsatzkommando unter Walter Rauff zugeteilt. Dieses Einsatzkommando wartete in Athen auf seinen Einsatz in Libyen. Ab Ende November 1942 wurde das Einsatzkommando während des Tunesienfeldzuges eingesetzt. In Tunesien bildete er aus arabischen, spanischen und französischen Fallschirmjägern Kommandos, die als Agenten aus Flugzeugen absprangen und hinter der Front Sabotageakte gegen die alliierten Truppen ausführten. Beisner knüpfte Kontakte zur arabisch-nationalistischen Neo-Destur-Partei und konnte einige von ihnen aus der Haft befreien. Er soll auch Angehörige der Deutsch-Arabischen Legion ausgebildet haben. Vor der Kapitulation des Afrika-Korps wurde das Einsatzkommando im Mai 1943 ausgeflogen. Anschließend war Beisner in Italien eingesetzt, ab 1944 beim Befehlshaber der Sicherheitspolizei und des SD in Triest.

## Nachkriegszeit
Bei Kriegsende setzte sich Beisner über Innsbruck nach Italien ab, wo er gefasst und in ein Internierungslager in Rom eingewiesen wurde. Von dort konnte er erneut entweichen; er ließ sich in Kairo nieder, wo er zunächst unter einem italienischen Pseudonym lebte. Er wurde Privatsekretär von Prinz Abbas Halim und bildete ägyptische Geheimdienstmänner und algerische Emigranten aus. Zu dem in Syrien lebenden Walter Rauff hielt er weiter Kontakt. Ab 1948 war er im Waffenhandel tätig und pflegte seine Beziehungen zu arabischen Nationalistenführern. Ab Anfang der 1950er Jahre war er als Handelsagent in arabischen Ländern beschäftigt, so für die Hoesch AG, für die er einen wichtigen Auftrag zum Bau einer Pipeline an Land zog. Die Hoesch AG trennte 1960 die Geschäftsbeziehung zu Beisner, nachdem öffentlich geworden war, dass Beisner Waffenlieferant für die algerische FLN war. Im Zuge seiner Waffengeschäfte hielt er sich mehrfach in Deutschland auf.
Beisner wurde im Oktober 1957 für den Bundesnachrichtendienst (BND) angeworben und durch den ehemaligen SS-Führer Rudolf Oebsger-Röder dem Nachrichtendienst zugeführt. Beim BND wurde er unter dem Tarnnamen Bertram tätig. Für den BND warb er 1958 seinen ehemaligen Vorgesetzten bei der SS Rauff an. Am 16. Oktober 1960 wurde Beisner in München-Schwabing Opfer eines Sprengstoffanschlags in der Blütenstraße. Nachdem er seinen Wagen angelassen hatte, detonierte ein Sprengsatz, und Beisner wurde schwerverletzt in ein Schwabinger Krankenhaus gebracht. Durch das Attentat verlor er ein Bein. Seine Ehefrau Alice, die als seine Kurierin ebenfalls in die Waffengeschäfte ihres Mannes involviert war, erlitt einen Schock. Beide sagten nach Befragungen durch die Kriminalpolizei nicht zur Sache aus. Die Täter wurden nicht ermittelt, wahrscheinlich waren es Angehörige der Roten Hand, möglicherweise aber auch des Mossad.
Mit Zustimmung des BND lebte Beisner ab 1961 in Tunis und blieb dort – mindestens bis in die 1980er Jahre – für den BND als Gesprächsaufklärer tätig. Ende der 1960er Jahre bahnte Beisner für den BND Kontakte zum algerischen Nachrichtendienst an. Nach Informationen eines BND-Mannes vom Juni 1984 wurde gegen Beisner wegen Kriegsverbrechen nicht ermittelt. Jugoslawische Behörden ließen nach Kriegsende nach Beisner fahnden; Jugoslawien tätigte später jedoch selbst Waffengeschäfte mit Beisner.